# Distrito de Nanshan

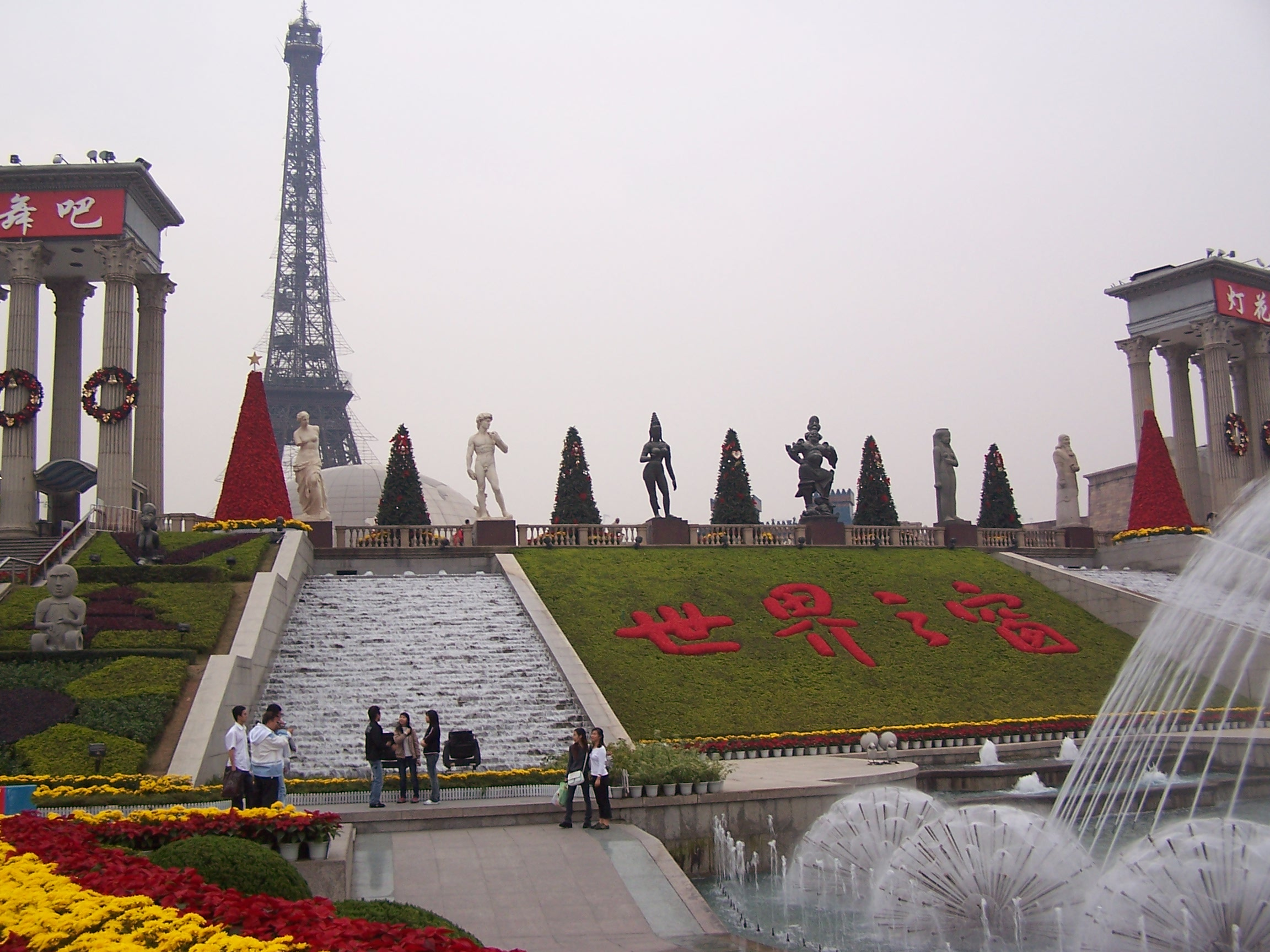
Shenzhen, "Window of the World"

Distrito de Nanshan (南山区) é uma distrito da cidade de Shenzhen, da Provincia de Guangdong, na China, tem cerca de 12 600 mil habitantes.